# Les Chants de la fureur
Les Chants de la fureur est une anthologie posthume des écrits de Léo Ferré coéditée par Gallimard et La Mémoire et la Mer en 2013 à l'occasion des vingt ans de la mort du poète. 
S’étalant sur une période de cinquante ans, pendant laquelle son écriture va s'éloigner progressivement des modèles traditionnels de la chanson pour tendre vers une prose poétique puissamment libre, à la fois sombre, prophétique et insurrectionnelle, ce recueil, dont le découpage chronologique et thématique est dû à Mathieu Ferré, regroupe poèmes et chansons de Ferré, son roman autobiographique Benoît Misère, courts essais, fragments de journaux intimes, lettres jamais postées et autres textes peu connus ou restés inédits. 
Le livret de l'opéra La Vie d'artiste (inédit), les textes de la dramatique radio De sac et de cordes et des émissions musicales Musique byzantine, le « feuilleton lyrique » La Nuit (jamais réédité depuis 1956) ainsi que le livret de L'Opéra du pauvre (jamais réédité depuis 1991) n'ont pas été inclus dans la présente anthologie.
Bien que non exhaustif et dépourvu d'appareil critique, Les Chants de la fureur est le recueil le plus complet à ce jour de l'œuvre écrite de Léo Ferré.

## Réception
La sortie du livre a rencontré à ce jour un silence quasiment absolu, aucun écho critique.